# Lyctos Facula
Koordinaten: 7° 0′ 0″ N, 172° 0′ 0″ O

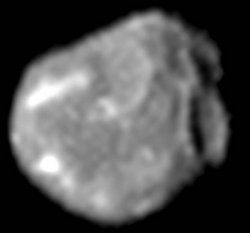
Lyctos Facula (links unten) und Ida Facula (links oben).

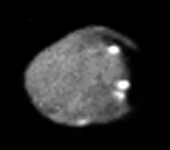
Amalthea auf einer Aufnahme von Voyager 1 aus 425 km Entfernung. Lyctos Facula ist der mittlere Lichtpunkt.

Der Lyctos Facula (auch Mons Lyctos) ist ein bis zu 25 km hoher Berg auf dem Jupitermond Amalthea. Auf der Oberfläche dieses Trabanten wurde eine dunkelrote Farbe ausgemacht, die von Vulkanausbrüchen des Jupitermondes Io zeugen dürfte. (Der markanteste Vulkan des Io ist der Tupan-Patera.) Lactos Facula ist ein „Zwilling“ des Ida Facula.
Lyctos Facula ist ein langgezogener Berg mit einer Länge von 50 km. Dieser Berg wurde 1979 von Voyager 1 entdeckt und später von Galileo detaillierter fotografiert. Warum die Facula auf Amalthea hell gefärbt sind, ist noch nicht ausreichend geklärt. Es wird angenommen, dass ein Meteorit diese helle Masse freisetzte.

## Namensgebung
Der Berg wurde 1979 von der IAU nach der kretischen Stadt Lyktos benannt.